# شون بيكر (لاعب كرة قدم أمريكية)
شون بيكر (بالإنجليزية: Sean Baker)‏ هو لاعب كرة قدم أمريكية أمريكي، ولد في 6 نوفمبر 1988 في يونغزتاون في الولايات المتحدة.

## وصلات خارجية
- شون بيكر على موقع مرجع كرة القدم المحترفة.كوم (الإنجليزية)